# Jardins
Jardins es una región no oficial en el oeste del municipio brasileño de São Paulo. Comprende las calles de cuatro barrios de clase alta, todos pertenecientes a la subprefectura de Pinheiros: Jardim Paulista y Jardim América en el distrito de Jardim Paulista; y Jardim Europa y Jardim Paulistano en el distrito de Pinheiros así como en ciertos trechos de Cerqueira César, ubicado en la zona sur de la Avenida Paulista, que también se consideran parte integrante de la región.
Popularmente se considera erróneamente que la región pertenece a la Zona Sur de São Paulo pero es administrada por la Subprefectura de Pinheiros, estando oficialmente integrada en la Zona Oeste.
La comarca surcada por 28 calles es una de las comarcas más nobles del municipio, destacándose por la excelente calidad y cantidad de servicios y comercios que allí se encuentran. Existen innumerables restaurantes bien calificados en guías gastronómicas y bares que dan vida al barrio, tanto de día como de noche. También hay una fuerte tradición de tiendas de la calle principal en la región, con énfasis en la famosa Rua Oscar Freire, reconocida internacionalmente, y su comercio de lujo. Sus límites son Avenida Paulista, Rua Estados Unidos y Avenida Nove de Julho o, para muchos, Brigadeiro Luís Antônio y Rebouças.

## Historia

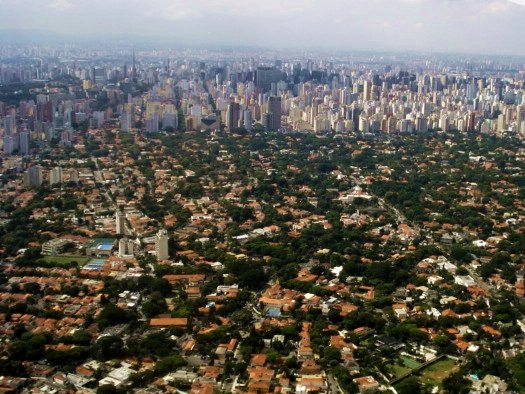
Vista aérea de Jardins.

Jardim América (el más antiguo de todos) fue creado a partir de una subdivisión realizada por mejoras de la Ciudad de S. Paulo y Freehold Land Co. (de los cuales Horácio Sabino, propietario de un terreno paulista hacia el río Pinheiros en ese momento, fue uno de los fundadores) y del proyecto urbano del Británico Barry Parker quien también planeó el primer distrito jardín de Londres. El proyecto se basó en el concepto de ciudad jardín y pretendía concentrar residencias de alta gama. La empresa impuso en un contrato que los cierres del terreno a la calle debían ser bajos, alejados unos de otros para que no pudieran impedir la vista de las propiedades. Las obras se iniciaron en 1913 y finalizaron en 1929. Industriales de éxito, políticos, familias de élite tradicional y profesionales comenzaron a buscar lotes para construir sus casas y disfrutar de sus riquezas. 
Jardim América recibió este nombre porque Horácio Sabino, antes de "mejoras de la Ciudad de S. Paulo y Freehold Land Co.", al hacerse cargo de la asignación de las tierras, bautizó este nombre en honor a su esposa, y solo después de mucho tiempo el nombre llegó a representar también al continente.
El éxito de Jardim América supuso el lanzamiento, en 1922, del proyecto de Jardim Europa, siguiendo las mismas pautas urbanísticas, en la continuación del terreno hacia el río Pinheiros. El proyecto, en este caso, fue firmado por el ingeniero-arquitecto carioca Hipólito Gustavo Pujol Júnior. El terreno, originalmente inundado, era apto para la especulación inmobiliaria después de la rectificación de Pinheiros en la década de 1920. 
Todavía en los años 20, Jardim Paulista se dividió en lotes, en terrenos de las familias Pamplona y Paim, en los terrenos arriba de Jardim América, hasta la Avenida Paulista. A diferencia del barrio vecino, Jardim Paulista nació con un propósito residencial y fue urbanizado con calles en línea recta, que se cruzaban solo en ángulo recto. Además, en lugar de los nombres de países de América o Europa, los callejones de esta subdivisión recibieron nombres de localidades del interior de São Paulo. El barrio estaba ocupado por familias de clase media alta.
Al mismo tiempo, las tierras al oeste y noroeste de Jardim Europa también se dividieron en lotes, pertenecientes a las familias Matarazzo y Melão. Estos lotes dieron origen a Jardim Paulistano. Sin estar firmado por un gran urbanista, el urbanismo de la región mantuvo el patrón de grandes áreas verdes y edificios de lujo. 
En 1986, los cuatro barrios de jardins, junto con la tradicional Tennis Harmony Society, fueron incluidos por CONDEPHAAT como la primera experiencia de jardinería urbana en el país. El Tombamento de los Jardines se centró en el trazado urbano, la vegetación y las líneas de demarcación de los lotes. El club en cuestión cobró protagonismo por su innovadora arquitectura, que explotaba al máximo el aspecto de los jardines rodeados por el terreno.

### Curiosidades

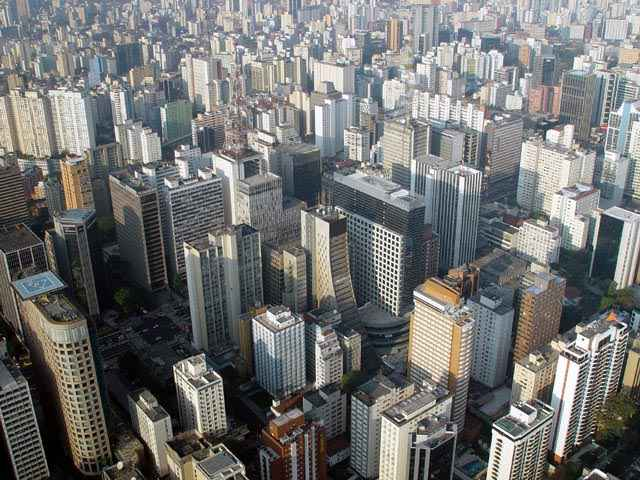
Jardim Paulista.

La calle Augusta, está presente en una de las canciones del popular artista Raúl Seixas, quien marcó la época en los años sesenta.
La región fue y es el trasfondo de varias telenovelas brasileñas, principalmente del canal Rede Globo, siendo el lugar donde viven casi todos los personajes de clase alta y media-alta de las tramas, algunos ejemplos son: "La próxima atracción"  de Walter Negrão, "Sete Pecados"  y "Caras & Bocas"  de Walcyr Carrasco, "Anjo Mau"  de Maria Adelaide Amaral, "Ciranda de Pedra (1981)"  de Teixeira Filho, "Ciranda de Pedra (2008)" de Alcides Nogueira, "Rainha da Sucata"  y "Passione"  de Sílvio de Abreu. En la serie de televisión, Ti Ti Ti  en sus versiones de 1985 y 2010 de Cassiano Gabus Mendes y Maria Adelaide Amaral respectivamente; también fue mencionado en la comedia de situación "Sai de Baixo" y en la miniserie "Anarquistas, gracias a Dios" de Walter George Durst.
Muchos de los crímenes más emblemáticos del país ocurrieron en este lugar, por ejemplo los asesinatos de Carlos Marighella, Ubiratan Guimarães, Henning Albert Boilesen, Aparício Basílio da Silva, José Sampaio Moreira, la pareja Jorge y Maria Cecília Bouchabki, Roberto Lee, suicidio de Luiz Carlos Leonardo Tjurs y el secuestro de Celso Daniel. 
El distrito también es conocido por ser o haber sido la residencia de algunos de los políticos brasileños más conocidos, como Celso Pitta, Dilson Funaro, Mario Covas, Herbert Levy, Paulo Maluf, Gilberto Kassab, Guilherme Afif Domingos, Marta Suplicy y Orestes Quércia.

## Actualidad
El distrito Jardins es uno de los principales puntos turísticos de Sao paulo, debido a la presencia de varias tiendas lujosas, y una alta variedad de marcas internacionales, restaurantes, bares, edificios de lujo, pisos y hoteles. Jardim Europa y Jardim América se componen principalmente de residencias horizontales de alta gama. Pero el Jardim Paulista y Cerqueira César, barrios vecinos, se destacan por una mayor integración vertical y desarrollo empresarial, especialmente por albergar las avenidas Paulista, Rebouças y las calles Oscar Freire, Haddock Lobo, Bela Cintra y Augusta, algunas de las más transitadas de la ciudad. En el barrio de Cerqueira César se encuentran el Colégio Dante Alighieri, el Conjunto Nacional y el único parque de la región, el Parque Trianon y el Museo de Arte de São Paulo (MASP). En Jardim Paulista se encuentran la sede de la FIESP, sede del Grupo Pão de Açucar, sede de Enjoei, Club Homs, Citigroup-Citibank en Brasil y Banco Mercantil do Brasil. Y en Jardim Paulistano (Avenida Faria Lima y alrededores) se encuentran Shopping Iguatemi, la Escuela Panamericana de Arte, St. Paul´s School, la sede: Camargo Correa, Marfig, Even, BRF, Multilaser y Bradesco Investimentos. 
El barrio cuenta con una importante comunidad judía, teniendo como ejemplo el club "A Hebraica", uno de los grandes clubes del municipio, que se encuentra en el Jardim Paulistano. Además de Hebraica, también hay otros clubes con grandes áreas privadas para socializar y practicar deportes, como Clube Atlético Paulistano, Sociedade Harmonia de Tenis y Esporte Clube Pinheiros, frecuentados por socios seleccionados.
La región tiene varios atractivos culturales, como el Museo de Imagen y Sonido de São Paulo, Museo Brasileño de Escultura, Fundación Cultural Ema Gordon Klabin, Teatro Procopio Ferreira, Museo de la Casa Brasileña y el Monumento a los Héroes de la Travesía Atlántica . 
La zona tiene la mayor concentración de consulados en el municipio, tales como: España, Costa Rica, Perú, Bangladés, Venezuela, China, Portugal, México, Rusia, Francia, Alemania, India, Dinamarca, Uruguay y Paraguay .
Hay dos asociaciones de residentes que trabajan por la conservación de la región, ellas son: la Sociedade Amigos e Moradores do Bairro Cerqueira César, "Jardins e Consolação" y "Associação Ame Jardins".